# The Pipers
I The Pipers (ma in alcuni dischi il nome è indicato senza l'articolo, come Pipers) sono stati un complesso  di musica beat, attivo negli anni sessanta.

## Storia del gruppo
The Pipers nascono a Milano nel 1964 con il nome I Volti, ed iniziano ad esibirsi nei locali della loro città con un repertorio costituito per lo più da cover di gruppi beat.
L'anno successivo vengono notati durante un'esibizione dall'avvocato Alberico Crocetta, il proprietario del Piper Club di Roma: gli fu allora fatta un'audizione presso la ARC (etichetta di proprietà della RCA Italiana) e poi una serata test nel locale più famoso d'Italia.
Giudici per l'audizione alla ARC erano Lucio Dalla, Luigi Tenco, Sergio Bardotti e Gianfranco Reverberi; durante l'esibizione al Piper Club suonarono  "I go crazy", "Like a Rolling Stone" e poi "Nowhere Man" dei Beatles. A fine serata, i due proprietari del Piper, Bornigia e Crocetta, proposero loro di diventare il complesso fisso del locale, e dopo il loro ingaggio, cambiano il nome da Volti a Pipers.
Crocetta diventa anche il loro produttore discografico, e pubblicano il loro primo 45 giri, con i testi scritti da Gianni Boncompagni, Amore lo sai/Pagherò.
Nello stesso anno lanciano un ballo, il See saw, che dà anche il titolo al loro album.
Sempre nel 1966 partecipano alla colonna sonora del film "L'estate" di Paolo Spinola insieme ai Motowns e a Mike Lidell e gli Atomi (in realtà i primi eseguono solo Per quanto io ci provi, ed i secondi La mia Inghilterra, mentre tutte le altre canzoni sono dei Pipers).
L'anno successivo recitano il ruolo di un complesso beat in "Una ragazza tutta d'oro" di Mariano Laurenti (con Ricky Shayne, Iva Zanicchi e Enrico Simonetti).
Inoltre sempre nel 1967 prendono parte all'opera beat "Then an Alley" di Tito Schipa Jr. (interpretata da Penny Brown, Giuliano Ferrara ed altri), come gruppo accompagnatore di tutti i cantanti, eseguendo le canzoni di Bob Dylan scelte da Schipa per la messa in scena.
A dicembre dello stesso anno pubblicano per la Kansas l'ultimo 45 giri, con una formazione allargata a sei elementi, dopodiché si sciolgono nel 1968, a causa dell'abbandono di due dei membri fondatori, Achille Manzotti (che diventerà in seguito un noto produttore cinematografico) ed il tastierista Alberto Visentin, l'unico a restare nel mondo discografico come professionista con i Cyan Three, il gruppo che accompagnava Patty Pravo, e come session man per Antonello Venditti e Francesco De Gregori.
Così racconta la vicenda la cantante veneta:: "Avevo iniziato la mia carriera in trio, con i Cyan Three, basso, chitarra e batteria. Molto bello, ma dopo poco mi ero resa conto che, con un repertorio come il mio, servivano anche altri strumenti, come archi e tastiere, per esempio. Chiamai Alberto Visentin che era il più avanti in assoluto, lui e la sua meravigliosa Farfisa. Così lo strappai al suo gruppo di allora, I Pipers, che erano già abbastanza popolari ma ai quali, togliendo Visentin, stroncai la carriera dei Pipers".
Di Alberto Visentin si occuperanno poi molto anche i giornali di cronaca rosa e gossip internazionali a causa della sua storia d’amore e poi sue nozze con la nota attrice Cristina Gaioni.

## Formazione
- Alberto Visentin: organo
- Virgilio Anastasi: voce, basso
- Achille Manzotti: batteria
- Augusto Ancillotti: chitarra

## Discografia
Album in studio
- 1966 - See saw (ARC, SA 11)

Singoli
- 1966 - Amore lo sai/Pagherò (ARC, AN 4094)
- 1966 - La bamba/Cherry cherry (ARC, AN 4121)
- 1967 - Un sogno dopo l'altro/Anni '30 (Kansas, dm 1055)
- 1967 - Anni '30/Cenere (Kansas, dm 1056; il brano sul lato B è cantato da Leonardo Zeta)

Compilation
- 2005 - 1965-2005 Quarant'anni fa nasceva il Piper Club (BMG; con un'esecuzione dal vivo di Amore lo sai)